# Erkut Tekinsoy
Erkut Tekinsoy (* 15. Mai 1990) ist ein österreichischer Fußballspieler.

## Karriere
Tekinsoy begann seine Karriere beim WS Ottakring. Im November 2003 wechselte er zum Wiener Sportklub. Im Sommer 2004 kehrte er nach Ottakring zurück. 2006 wechselte er zur Gersthofer SV. Im Juni 2008 debütierte er für die Herren in der viertklassigen Wiener Stadtliga.
2008 kehrte er erneut zu Ottakring zurück. 2008 wechselte er zum SK Slovan-Hütteldorfer AC. Im Juli 2010 kehrte er nochmals zum WS Ottakring zurück. Im Jänner 2011 wechselte er zum SV Gerasdorf/Stammersdorf. Nach über 100 Spielen in der Stadtliga wechselte er im Jänner 2016 zum Fünftligisten FC Karabakh Wien. Zu Saisonende konnte er mit Karabakh in die Stadtliga aufsteigen.
Im Sommer 2016 wechselte er zum türkischen Drittligisten Sarıyer SK. Im September 2016 debütierte er in der TFF 2. Lig, als er am zweiten Spieltag der Saison 2016/17 gegen Eyüpspor in der 85. Minute für Yaser Yıldız eingewechselt wurde. Nach zwei Saisonen bei Sarıyer wechselte er zur Saison 2018/19 zum Ligakonkurrenten Eyüpspor. In seiner ersten Saison kam er zu 17 Ligaeinsätzen für Eyüpspor. Nachdem er in der Saison 2019/20 nur noch zu einem gekommen war, kehrte er im Jänner 2020 nach Österreich zurück und wechselte zum fünftklassigen ASK Eggendorf.